# هراند هایراپتیان
هراند آرامی هایراپتیان (ارمنی: Հրանտ Արամի Հայրապետյան) یک سیاستمدار اهل ارمنستان بود که از تاریخ ۱۹۷۰ تا تاریخ ۱۹۷۷ سمت وزیر ارتباطات ارمنستان شوروی را برعهده داشت.

## یادداشت
1. ↑  ՀԽՍՀ ավտոճանապարհների շինարարության և շահագործման մինիստր